# 莫晉
莫晉（?—?），字錫三，號寶齋，又號裴舟，浙江會稽（今屬紹興市）人。
莫晉於乾隆六十年（1795年）中式乙卯恩科一甲第二名進士（榜眼），授翰林院編修。歷任倉場侍郎，因事左遷內閣學士。